# Yakubu Alfa
Yakubu Alfa (Minna, 31 de dezembro de 1990) é um futebolista nigeriano que atualmente joga pelo Germinal Beerschot.